# الله‌آباد سفلی (شیروان)
الله‌آباد سفلی روستایی در دهستان حومه بخش مرکزی شهرستان شیروان استان خراسان شمالی ایران است.

## جمعیت
بر پایه سرشماری عمومی نفوس و مسکن در سال ۱۳۹۵ جمعیت این مکان ۱۶۶ نفر (۴۹خانوار) بوده‌است.